# Partito Repubblicano (Maldive)
Il Partito Repubblicano Maldiviano (in lingua inglese Republican Party/Jumhooree Party; JP) è un partito politico maldiviano.

## Risultati elettorali
| Anno | Voti   | Seggi   |
| ---- | ------ | ------- |
| 2009 | 7 001  | 1 / 77  |
| 2014 | 25 149 | 15 / 85 |
| 2019 | 23 452 | 5 / 87  |
| 2024 | 3 141  | 1 / 93  |